# Francesc de Castellví i de Vic
Francesc de Castellví i de Vic (* vermutlich in Valencia, Spanien; † 6. September 1506 ebenda) war ein valencianischer Poet, Minister und königlicher Verwalter. Er war adliger Abstammung und trug den Titel eines Cavallers. Francesc ist die katalanische Schreibweise des Vornamens. Meistens wurde er jedoch Francí genannt, die abgekürzte Namensform. In der Literatur findet man auch die spanische Form Francisco. Der Name Castellví stammt aus dem Burgund, von wo ein Teil der Familie nach Aragon ausgewandert war.

## Leben
Francí de Castellví entstammte einer angesehenen valencianischen Familie. Sein Vater war Don Pedro de Castellví und seine Mutter Doña Violante de Vic. Er hatte einen Bruder, Luis und zwei Schwestern, María und Beatriz. Castellví war Baron von Benimuslem, eine Gemeinde der Provinz Valencia, und Herr von Mulata. 1464 wurde er zum Kellner des Prinzen und später zum engen Berater am Hofe König Ferdinands II. von Aragon. Von 1476 bis 1495 war er Verwalter des königlichen Hofes, 1496 Geschworener und 1497 Minister in Valencia. Am 21. Mai 1496 wurde er zum Ritter gewählt.
Als Dichter gehörte Francí de Castellví zum berühmten Literatenzirkel um Berenguer Mercader und Bernat Fenollar. Der italienische Humanist Antonio Geraldini widmete ihm eine lateinische Ode, in welcher er ihm von Habsucht abriet. Er ist eine der Persönlichkeiten in Joan Roís de Corellas Parlament en casa de Berenguer Mercader. Im Jahre 1474 nahm er am poetischen Wettbewerb von Valencia teil mit je einem Gedicht in katalanischer und kastilischer Sprache. Die gesammelten Resultate dieses Wettbewerbs wurden unter dem Titel Obres o trobes de laors de la Verge Maria 1474 gedruckt und stellen vermutlich eines der ersten gedruckten Bücher des Landes dar.
Auf Grund seiner Gedichte lassen sich einige Rückschlüsse auf seine Persönlichkeit ziehen. So scheint er eine Kämpfernatur gewesen zu sein. Er mochte die Konfrontation mit Schwierigkeiten und zeigte einen ausgeprägten Siegeswillen. In Calvos Worten: „Es ist eine expansive und vitalistische Mentalität von ansteckendem Optimismus“.
Castellví starb am 6. September 1506 und veranlasste, dass er in der Familienkapelle der Castellví bestattet wurde, welche neben dem Hauptaltar des Klosters von Santo Domingo lag.

## Werke
Meist kleinere Gedichte, oft in Zusammenarbeit mit anderen Dichtern.
- Scachs d’amor, zusammen mit Bernat Fenollar und Narcís Vinyoles, 1470–1490.
- Gedichte enthalten in Obres o trobes de laors de la Verge Maria, anlässlich des Dichterwettbewerbs 1474.
- Gedichte enthalten in Cancionero general de Hernando del Castillo, (Zweite Auflage 1514).

## Schachliche Bedeutung
Francí de Castellví war Mitverfasser des Schachgedichts Scachs d’amor, die erste schriftliche Referenz an das mit neuen Regeln (insbesondere die Zugart von Dame und Läufer) gespielte Schachspiel. Er gilt deshalb, zusammen mit seinen Coautoren Narcis Vinyoles und Bernat Fenollar sowie dem Literaten Francesc Vicent als Mitbegründer des modernen Schachs. Obwohl es sich beim Scachs d’amor um eine künstlerisch konstruierte Schachpartie handelt, welche kaum eine Aufzeichnung einer real gespielten Partie darstellt, resultiert Castellví als erster namentlich bekannter Sieger dieses Spiels.